# Шейка (приток Днепра)
Шейка (укр. Шийка) — левый приток Днепра, расположенный на территории Репкинского района (Черниговская область, Украина).

## География

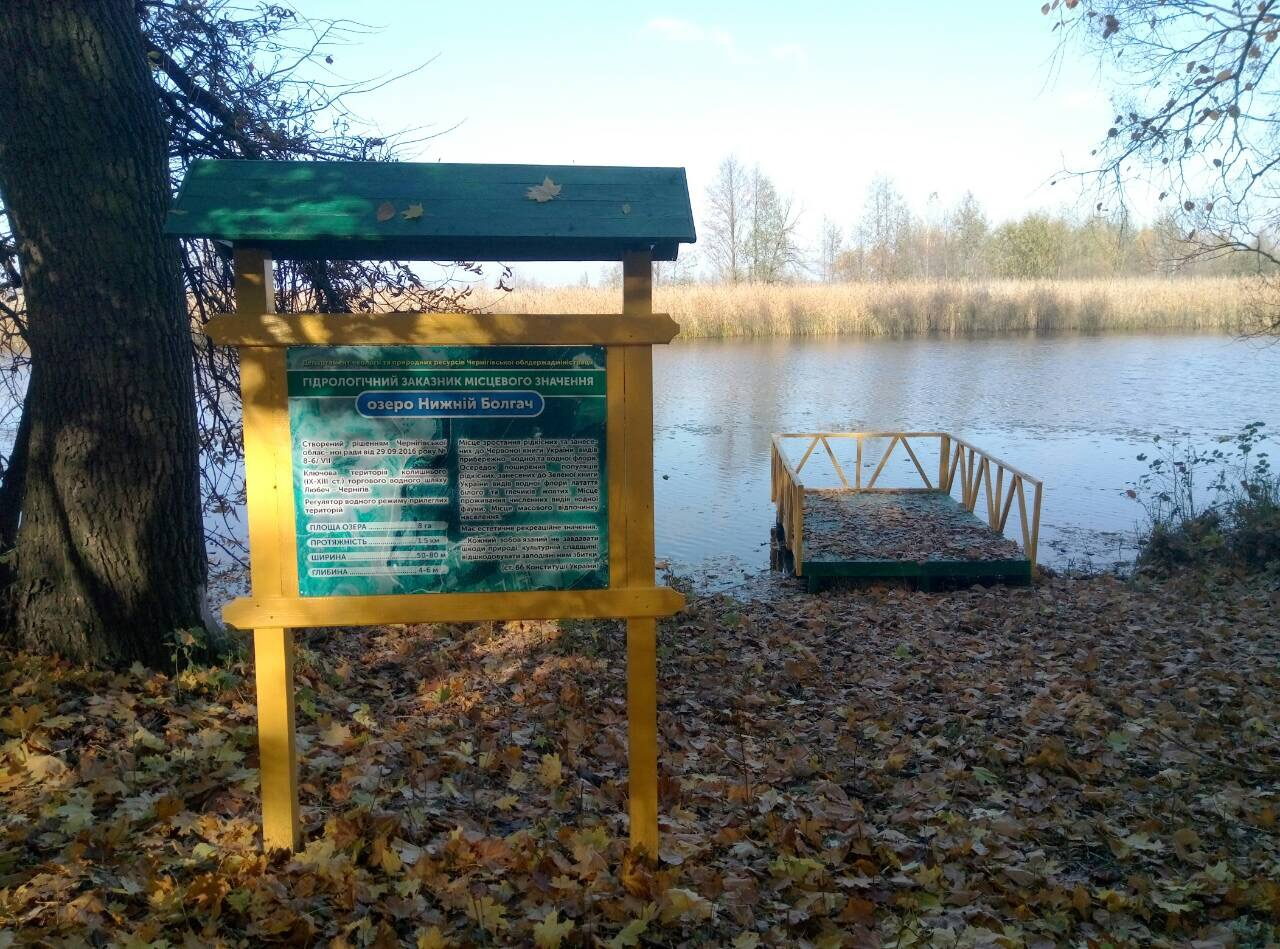
Озеро Нижний Балагач

Длина — 7,5 км. Русло сильно извилистое. Долина заболоченная с прибрежно-водной растительностью, отдельные участки заняты лесами. В верховье река образует озёра Верхний Балагач, два безымянных, Нижний Балагач, в среднем течении — озеро Берестово. Озеро Берестово сообщается с озером Дубовица, также временными водотоками сообщаются с другими водоёмами (расположены севернее, урочище Подрадное). Устьем реки служит озеро Воскресенье, которое является заливом Днепра.
Берёт начало на болоте в лесу в урочище Железница, что юго-западнее села Угловая Рудня. Река течёт на юго-запад. Впадает в озеро Воскресенье, которое сообщается с рекой Днепр — непосредственно северо-западнее пгт Любеч.
Притоки: безымянные ручьи
Населённые пункты на реке (от истока до устья):
1. Коробки
2. Долгуны
3. Любеч

Озеро Нижний Балагач расположено в границах одноимённого заказника.